# GNOME Web
Web (alternativamente chamado de Epiphany) é o navegador livre do projeto GNOME. 
O browser é descendente do Galeon. O renderizador/motor de layout do programa é o WebKit, o mesmo do navegador Safari. Sua licença é GPL; e funciona em sistemas operacionais semelhantes ao Unix, como o Linux.
Utiliza a toolkit GTK nativa do GNOME e apresenta recursos como navegação por abas, gerenciamento de cookies, bloqueador de pop-ups e um sistema de extensões, que possibilita acrescentar novas funcionalidades ao programa.
Entre as diferenças para os outros navegadores, o Epiphany apresenta um sistema de favoritos/marcadores baseados em categorias, ao invés das pastas nos outros programas. Assim, cada favorito/marcador (como o Mozilla) pode estar presente em várias categorias (como "Navegadores", "Software livre" e "Internet"). 
Categorias especiais podem apresentar páginas visitadas com frequência e marcadores sem classificação. Esse recurso é similar ao Places, planejado inicialmente para a versão 2.0 do Firefox (implementado após a versão 3.0), que integra os marcadores e o histórico em um banco de dados SQLite.
O Epiphany é um fork do Galeon, feito por Marco Pesenti Gritti (também fundador do Galeon) com o objetivo de criar um navegador web fácil de usar e compatível com o guia de interface humana do GNOME. Assim, o Epiphany não possui configurações de tema próprios, utilizando as configurações especificadas no Centro de Controle GNOME.
Em suas primeiras versões, era utilizado o renderizador Gecko; e a partir da 2.19, os desenvolvedores adotaram o WebKit exclusivamente.